# プロ野球チップス
プロ野球チップス （プロやきゅうチップス）は、カルビーが製造しているスナック菓子である。

## 概要
カルビーの本社が広島から東京に移転した1973年に販売開始。
うすしお味のポテトチップスに、プロ野球選手のトレーディングカードがおまけとして必ず付いてくることで人気のロングセラー商品。ラッキーカードが出ると、当たり1枚で専用のカードファイル、3枚でスター選手の箔押しサインカードが貰える（ラッキーカードは当たりにくく、3枚も集めるのは非常に難しい）。なお、ラッキーカードは2006年度をもっていったん廃止されたものの、2011年に復活したが、2013年に消え、2014年に復活して以降、ラッキーカードが出る弾と出ない弾に分かれる。2022年第2弾現在のプレゼントはラッキーカード1枚で選んだ球団のカードセット(レギュラーカード＋スターカード)との交換である。
2回や4回に分けて発行された年もあったが、基本的には3回に分けて発行され、第1弾（開幕前後に発売）は前年度に活躍した選手・移籍した選手・期待のスーパールーキー、第2弾（6月ごろ発売）は4月に活躍した選手やルーキー、第3弾（9月ごろ発売）は前半戦で活躍した選手やオールスターゲームに出場した選手が取り上げられることが多い。また第3弾についてはポテトチップスの原料となるジャガイモの収穫量が製品生産数を左右してくるため、第3弾のカードは発行枚数の少ない「ショートプリント」となる可能性もある（2023年と2024年のように、第3弾の発売が見送られたケースもある）。
2006年はワールドカップドイツ大会の影響もあってサッカー日本代表チームチップスの売り上げが好調なため原料となるジャガイモの収穫量を確保できず、6月5日からプロ野球チップスの生産が中止された（7月24日に発売再開）。2007年は、ラッキーカードが廃止された代わりにカードが2枚になったが、その半面値段も上がっている。2008年は再び1枚に戻されたが、ラッキーカードの復活はない。2009年は再びカードが2枚に戻る。

## カード
販売当初はカードはスナックに付随しているのではなく別個になっており、スナックと同数のカードが販売店に配付された。購入の度に店員が（1枚ごとに袋に入っており、カードの中身は不明）カードの束から購入者に任意に選ばせてもらえるか、店員が選んで渡すかと販売店ごとに違いがあった。後者の方式では、一度に複数購入すると束の上から連続のカードを渡されるので、中身が同じカードの場合が多かった。  
カードの表にはユニフォーム姿の1人の野球選手のスナップ写真（プレー中の写真が大半）で裏はその選手の紹介文が載っている。球団別では読売ジャイアンツ（巨人）が全体の3割、阪神タイガースが全体の2割位と2球団だけで大半を占め、パ・リーグの選手はセ・リーグの選手の総数に対し、わずか3分の1程度だった。なお、第1号のカードは長嶋茂雄である。
日本ハムファイターズの選手を取り扱ったカードとしては、当時日本ハムで「ホームランソーセージ」という商品が発売されている。これはプロ野球選手のカードが1枚入っているという4本入りのソーセージで、肉屋を中心に販売されていた（1976年に球団に対するPR的要素で発売されたもので短期間で販売終了。中身は殆どが日本ハム選手であったが、後述の通り当時カルビーのカードにはなかったロッテの選手・監督のカードがあった。その後2016年に日本ハムの選手・監督・マスコットのカードが入ったソーセージとして北海道を中心に発売され2018年まで発売された。2019年は「ホームランシリーズ」として「レアチーズケーキ」「ミニサラミ」を発売し、同年をもって「ホームランシリーズ」は終売した）。従ってプロ野球スナックの方は日本ハム（1973年は日拓ホームフライヤーズ）選手のカードは全く無い訳ではないが極少数であり、それが逆に稀少価値があった。
ただロッテオリオンズの選手カードに関しては、親会社がライバル社の「ロッテ」であったために、1984年までロッテ球団及びロッテ本社の許諾が出ず1枚も発行されなかった。このためか1978年はセ・リーグのカードしか発行されなかった。ようやく許諾が出てロッテ選手のカードが初めて発行されたのは1985年の落合博満である。なお、後年には、カルビーとロッテが本業の菓子でもコラボレーション企画（ガーナかっぱえびせん、じゃがりこガーナなど）を行うようになった。
カードの写真は基本的に1人の選手を被写体としたもので、中には同一チームの複数選手を1枚のカードに取り上げたものもあったが、1976年の春先頃から、1枚のカードに球団別に監督とレギュラー選手（ピッチャーは複数）を、またセ・パ両リーグの前年タイトルホルダーをそれぞれ各選手写真入りで紹介したカード、更に同年から後楽園球場で日本初敷設となった人工芝にまつわるカードや、変化球投球の握り方といった技術的な紹介という様なカードまで登場した。ちなみにタイトルホルダーカードに関しては、当時発行されていなかったロッテの村田兆治も含まれている。
この頃から既にラッキーカードの前身となるホームランカードも含まれており、カードファイルやスター選手のブロマイドが貰えた。
また、1973年版の中に、大相撲カードが封入されていることがあった（全38枚）。これはプロ野球選手カードの印刷が追い付かず応急に取った措置である。
1988年には日本初のドーム球場である東京ドームが完成したこともあり、東京ドームに関するカードも発行された。またこの年には「カードをタイムリーに発行するため」という理由で、テレビに映った選手の写真をカードに使用するという試みも行っている。当然選手の姿が不鮮明なカードが多く、コレクターの評価も低い。
1991年には野茂英雄のトルネード投法の連続写真であるカードが8枚発行されている。
1994年には北海道・山陽・九州限定で発行されたカードも存在する。その中にこの年シーズン210本安打の日本記録を更新したイチローのファーストカードもあるが、全国版ではこの年イチローのカードは発行されなかったため、コレクターの間ではお宝となっている（このカードは2001年に復刻された）。しかしこのカードをコピーした偽物がカードショップに出回るなど、問題になった。なお1992年には関西限定で「タイガースチップス」として阪神の選手のみを扱ったシリーズ、1997年には東海限定で中日ドラゴンズの選手のみを扱ったシリーズ、後述の「ホークスチップス」が発行されるなど、地域限定版も存在する。
2022年には、月刊誌「Get Navi」（ワン・パブリッシング）8月号から10月号まで3号連続で野球漫画の「ドカベン」とコラボしたカードが付録になった。
- 8月号：山田太郎、9月号：里中智、10月号：岩鬼正美

また、「Calbee公式ブック カルビー野球カード 50YEARS ANNIVERSARY BOOK」（2022年10月24日発売、ワン・パブリッシング）には、殿馬一人のカードが付録になった。
- この本には、1973年から2022年のカード全リストが掲載されている。

## スナック
1973年販売当初はポテトチップスではなくサッポロポテトの「プロ野球スナック」であった。また、ポテトチップスがコンソメ味の時期もあった。
1995年・1996年はJリーグ人気の影響もあってJリーグチップスが通年で発売されたため、プロ野球チップスは発売されなかった。しかしこの時期にはカルビーの関連企業である東京スナックから、初期と同じ名称の「プロ野球スナック」（中身はポップコーンだが、1995年は東京都・埼玉県限定のチョコスナック）が発売されており、そのおまけとして付属したカードが「カルビープロ野球カード」とみなされている。
2000年初頭にジャガイモの不作が全国を騒がせた時期があった。当然ジャガイモを原料とするポテトチップスが満足に作れない状況にあった。それを打開すべく、期間限定で「プロ野球スナック」と題し、ポテトチップスの代わりに同社の人気商品でもあるかっぱえびせんにおまけのカードを付けて販売したことがある。

## サブセット
通常のレギュラーカード以外にも、1997年以降は以下のサブセットが発行されている。
- チェックリスト（1997-）
- ジャイアンツスペシャル（1998）
  - 巨人の選手を扱ったもの。地域限定ではない。
- イーストスペシャル（1998）
  - 巨人・ヤクルト・横浜・西武・日本ハム・ロッテの選手を扱ったもの。主に関東以東で発売された。
- ウエストスペシャル（1998）
  - 中日・阪神・広島・近鉄・オリックス・ダイエーの選手を扱ったもの。主に中部以西で発売された。
- タイトルホルダーカード（1999-2005、2007、2011-2013、2016、2017、2019〜2021)
  - 前年度のタイトルホルダーを扱ったもの。2007年まではインサート枠だった。タイトルを取った翌年にその選手が国内の他球団に移籍した場合、2004年までは第2弾において移籍先のユニフォーム姿で発行されていたが、2005年以降は、第1弾において移籍先のユニフォーム姿で発行される（2007年の小笠原道大、2019年の丸佳浩など）。またタイトルを取った選手が翌年海外の球団に移籍した場合は、その選手のカードは発行されない（2007年の井川慶、2016年の前田健太など）。「プレイヤー・オブ・グローリーカード」と称した年もある。上記に入っていない年は後述するスペシャルボックス限定となっている。
- ベストナインカード（2000、2001、2003、2005、2009）
- ONカード（2000）
  - 王貞治と長嶋茂雄の現役時代に発行されたカードを厳選して復刻されたもの。
- ニューフェイスカード（2000、2002）
  - 4月中に初出場した新人選手・新外国人選手を扱ったもの。
- 五輪代表チームカード（2001）
- 日本シリーズカード（2001、2004-2011、2014）
- エース&スラッガーカード（2002）
- 30周年記念復刻カード（2002）
  - 当時の各球団の監督・主力2選手のファーストカードの復刻版。なお西武監督・伊原春樹は現役時代にカルビーからカードが発行されなかったため、西武に関しては主力3選手（松井稼頭央・西口文也・伊東勤）のファーストカードが復刻された。
- 開幕戦カード（2002-2009、2021)
  - 2007年の名称は「開幕ビクトリーカード」。
- サヨナラホームランカード（2002）
- Be Excited!カード（2002）
  - 注目の試合を扱ったもの。
- THE RIVALSカード（2002）
  - 2枚1組。
- 記録達成カード（2003、2007）
- 若手イチ押しカード（2003）
- オールスターカード（2003-2009、2011-2014）
  - オールスターゲームに出場した選手を扱ったもの。2003年は全選手（阪神・伊良部秀輝を除く）、2004年・2006年はファン投票選出選手、2005年は試合ごとのMVPと優秀選手。なお、以前はレギュラーカードの中に含まれていた。
- 月間MVPカード（2004、2007）
- 1st HOMERUN（2004）
  - その年のチーム第1号本塁打を放った選手を扱ったもの。
- プレーオフカード（2005）
  - 2004年度から導入されたプレーオフで、試合ごとに活躍した選手を扱ったもの。
- 交流戦カード（2005、2007、2021)
- チームスタッツカード（2006、2008）
  - 前年度に1軍の試合に出場した全選手の成績。
- リーグ優勝カード（2007-2011、2014）
- RISING POWERカード（2007）
  - 期待のかかる若手選手を扱ったもの。2003年の「若手イチ押しカード」と同様と言える。
- 開幕投手・開幕四番カード（2007、2008、2012、2014、2021)
  - 2012年と2014年は開幕投手のみ
- クライマックスシリーズカード（2008-2010、2014）
- ありがとう王監督カード（2009第1弾）
- 清原選手引退記念スペシャルカード（2009第1弾）
- 40周年記念復刻カード（2012）
  - ONカードと、当時の各球団の監督・コーチ・選手カードの復刻版。2002年の時と違い、ファーストカードの復刻とは限らない。なおヤクルト監督・小川淳司は現役時代にカルビーからカードが発行されなかったため、現役当時の写真を使って新たにレギュラーカード（ヤクルトの定員は小川選手分1名追加）が作られる。
- ドラフト1位カード（2011、2013、2017、2018）
- メンバー表カード（2015、2018）
  - 表面は当時の監督の写真。
- エキサイティングシーンカード（2015、2016、2018）
  - 2002年の「Be Excited!」以来13年ぶりに復活した枠。
- 初勝利カード（2016）

また、カルビーのオンラインショップ限定で発売されるスペシャルボックスにしか封入されないカードも存在する。2011年と2012年はオンラインショップが一時閉鎖したため行われなかった。
- スラッガーカード（2004・第1弾、2007・第1弾）
- エースピッチャーカード（2004・第2弾、2007・第3弾）
- ハードヒッターカード（2004・第3弾）
- オーバー30HRカード（2005・第1弾）
- リードオフマンカード（2005・第2弾）
- クローザーカード（2005・第3弾、2014・第3弾）
  - 2014年の名称は守護神カード
- タイトルホルダーカード（2006・第1弾、2008・第1弾、2009・第1弾、2010・第1弾、2014・第1弾、2015・第1弾）
- ベテランカード（2006・第2弾）
- バッティングリーダーカード（2006・第3弾）
- スピードスターカード（2007・第2弾、2013・第2弾）
- HITS LEADERカード（2010・第2弾）
- 遊撃手カード（2010・第3弾）
- ベストナインカード（2013・第1弾）
- チーム最多奪三振カード（2013・第3弾、2019・第1弾）
- アベレージリーダーカード（2014・第2弾、2016・第3弾、2018・第1弾）
  - 2016年の名称はチーム打率トップカード
- チーム最多勝カード（2015・第2弾、2016・第2弾、2018・第2弾）
  - 2015年の名称はWINS LEADERカード
- 通算安打カード（2015・第3弾）
- チーム打点王カード（2016・第1弾、2018・第3弾）
- クラッチヒッターカード（2017・第1弾）
- 開幕投手カード（2017・第2弾）

## インサート
1998年からは表面にラメを用いたインサート（レア）カードが発行されるようになった。インサートには色違いやラメの模様違いなどのパラレル版も存在する。
- スターカード（1998-）
  - 「トッププレーヤーカード」(2011まで)と称したカードもある。基本的に全ての弾で各球団2選手ずつ発行される。
- レジェンド引退選手カード（2014-）

## プロ野球チップスオールスターズ
2015年に発売された。各球団の主力選手のカードが入ったチップス。全てのカードがキラ仕様となっている。

## 侍ジャパンチップス
2016年から2020年までと2022年に、野球日本代表「侍ジャパン」の選手のカードが入った侍ジャパンチップスが発売された。キラカードが1枚入っており、金箔の名前入り（2016年は名字のみ）のカードと通常インサート仕様の2種類が存在している。

## 福岡ソフトバンクホークスチップス
その名の通り、福岡ソフトバンクホークスの選手のみが入った、プロ野球チップスの番外編。2024年に九州地方限定で発売された。

## プロ野球スピリッツチップス
その名の通りプロ野球スピリッツとコラボしたプロ野球チップスの番外編。2025年の第一弾販売前に発売された。正式名称は「ポテトチップス プロ野球スピリッツＡ」。ゲーム内でKONAMIが選抜した選手の「2024プロスピセレクション」とゲーム内のアニバーサリー総選挙2024のユーザー投票で選出された選手の「2024アニバーサリープレイヤー」のＳランク選手を「Sランク2024プロスピ セレクション」「Sランク2024アニバーサリー プレイヤー」としてカード化し、収録されている。